# 4 Dywizja Czarnych Koszul

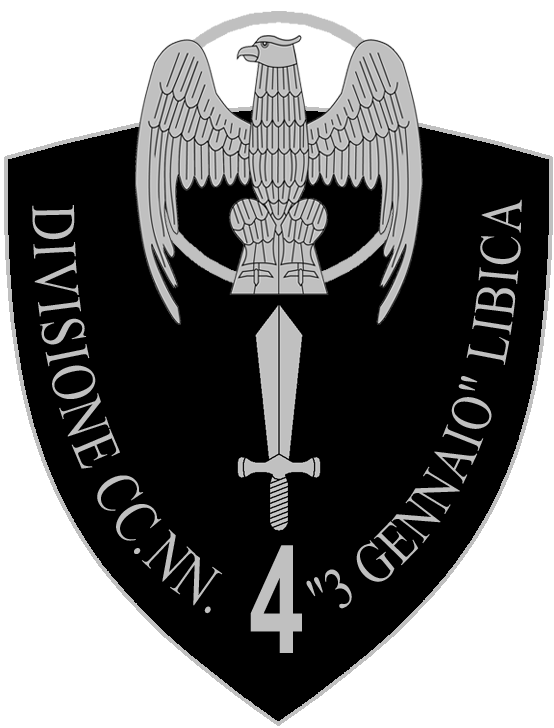
Herb 4 Dywizji Czarnych Koszul

4 Dywizja Czarnych Koszul „3 Gennaio” – jeden ze włoskich związków taktycznych okresu II wojny światowej, operujący na terenie Afryki. Dowódcą dywizji był gen. Fabio Merzari.

## Skład w 1940
- 27 pułk Czarnych Koszul,
- 250 pułk Czarnych Koszul,
- 204 pułk artylerii,
- 4 batalion ckm,
- 4 batalion saperów,
- inne służby.